# Мальмбергет
Мальмбергет (швед. Malmberget) — населений пункт і гірниче місто, розташоване в муніципалітеті Єлліваре, лен Норрботтен, Швеція. У 2010 році тут проживало 5 590 мешканців, але кількість зменшилася до 927 кінець грудня 2020 року. Мальмбергет знаходиться за 5 кілометрів від адміністративного центру Єлліваре.
У 2020—2021 році весь населений пункт Мальмбергет був перенесений через гірничі роботи в цьому регіоні.
Мальмбергет відомий як основне місце видобутку залізної руди з глибинних шахт шведською гірничовидобувною компанією LKAB.

## Історія
Видобуток залізної руди у місті розпочався у 1741 році на горі Іллуваара, яка пізніше отримала назву Єлліваре Мальмберг (швед. Gällivare malmberg), а згодом просто Мальмбергет. 
Перший поїзд, що транспортував залізну руду, був завантажений у 1888 році — це був початок великої залізної лихоманки, яка змінила всю територію Північної Лапландії. Коли залізниця була закінчена, робітники переїхали до Мальмбергета. 
З часом у центрі Мальмбергета глибока шахта утворила велику яму під назвою Каптенсгропен (швед. Kaptensgropen). Каптенсгропен  розділяє громаду на дві частини, і у зв'язку з вибуховими роботами велику кількість будівель довелося перенести. У 1950-х роках поселення почало страждати внаслідок видобувних робіт, а в 1960-х роках будинки в цьому районі були евакуйовані.

## Спорт
Найбільше спортивне об'єднання Мальмбергета називається Malmbergets allmänna idrottsförening (MAIF), місцевий футбольний клуб — Gällivare Malmbergets FF.